# Fritz Stüber-Gunther

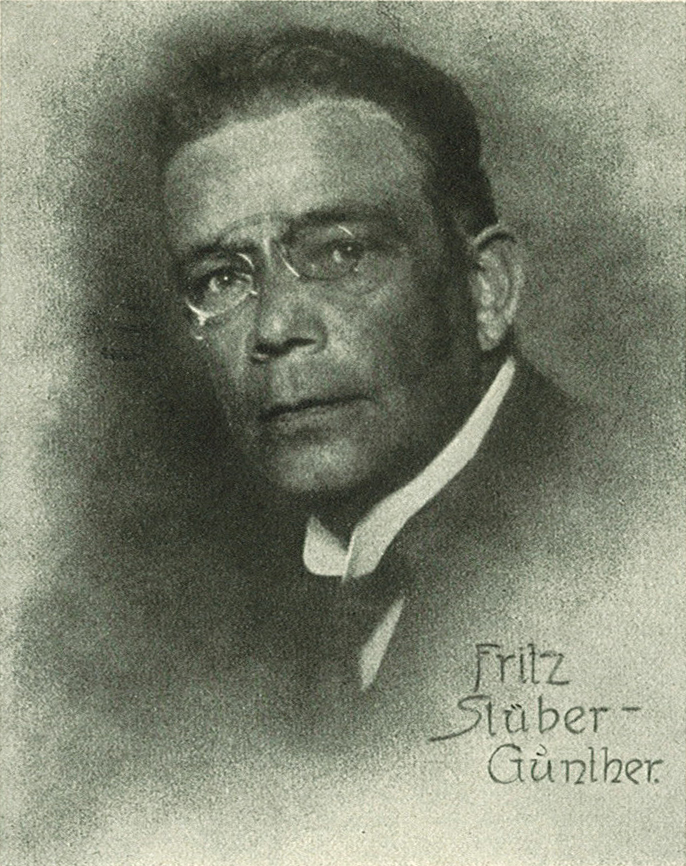
Porträt von Franz Löwy (vor 1920)

Fritz Stüber-Gunther   (* 22. März 1872 in Gaudenzdorf, Wien; † 15. September 1922 in Wien) war ein österreichischer Schriftsteller.

## Leben
Fritz Stüber-Gunther entstammte einer Beamtenfamilie. Nach dem Besuch des St. Thekla-Gymnasiums in Wien IV, wo er Mitglied der Mittelschülerverbindung Gothia geworden war, studierte er Rechtswissenschaften in Wien, wo er von 1891 bis 1901 der Burschenschaft Teutonia angehörte. Er trat in den öffentlichen Dienst ein und wurde Finanzbeamter, zuletzt Rechnungshofdirektor. Seine humorvollen Kurzgeschichten erschienen zunächst in den Feuilletons des Neuen Wiener Tagblatts und der Volkszeitung, waren sehr erfolgreich und wurden dann auch in Buchform veröffentlicht.
Fritz Stüber-Gunther ist der Vater des österreichischen Juristen, Journalisten, Autors und Politikers Fritz Stüber.
Fritz Stüber-Gunther starb am 15. September 1922 in seiner Wohnung in der Wallgasse 28 im 6. Wiener Bezirk an einem Schlaganfall.

## Bedeutung
Fritz Stüber-Gunther gilt als Meister der Wiener Skizze, in der er mit Ironie und Sarkasmus das Leben in und um Wien schilderte. Daneben schrieb er auch Gedichte und Romane, wie etwa Rappelkopf (über den Schriftsteller Ferdinand Raimund).

## Auszeichnungen und Ehrungen
- 1910: Bauernfeld-Preis

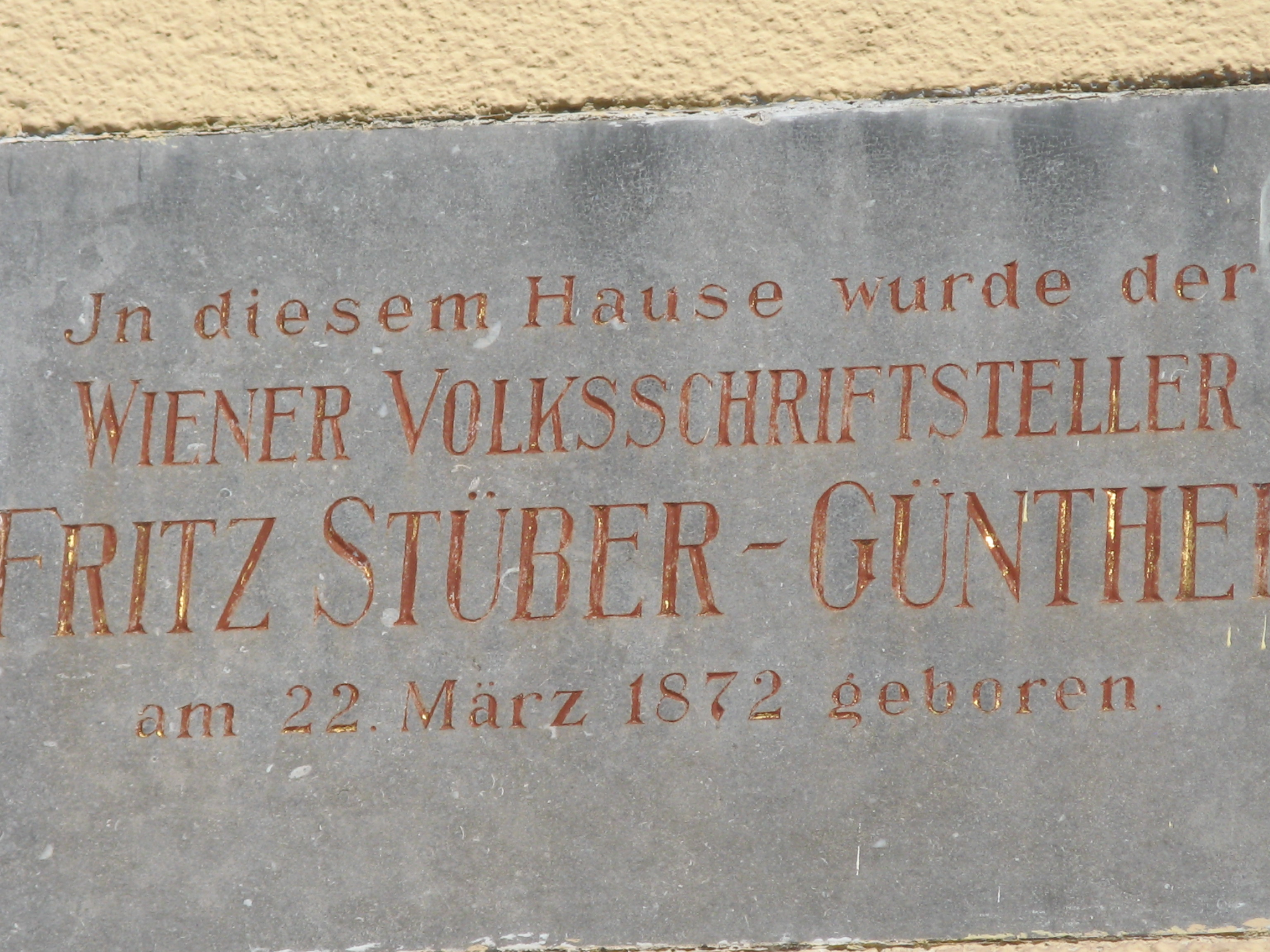
Gedenktafel am Geburtshaus

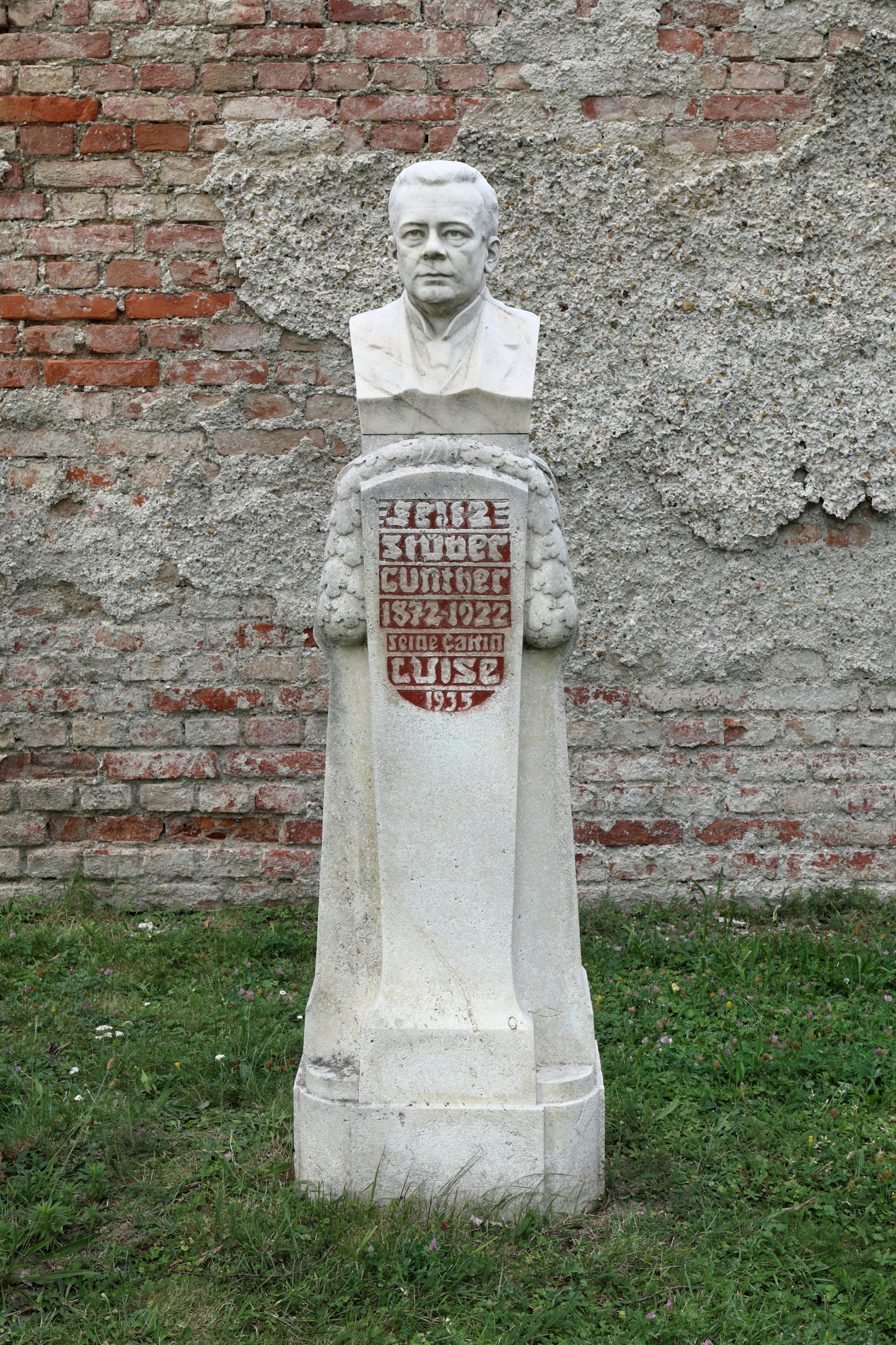
Ehrengrab am Wiener Zentralfriedhof

- 1922: Nachdem er zunächst auf dem Meidlinger Friedhof begraben wurde, erhielt er am 22. November 1922 von der Stadt Wien ein Ehrengrab am Wiener Zentralfriedhof (Gruppe 0, Reihe 1, Nummer 95).
- 1924: Am 22. Juni  wurde an seinem Geburtshaus in der Arndtstraße 82 eine Gedenktafel enthüllt.[2]
- 1926: Mit Beschluss des Gemeinderatsausschusses vom 30. September 1925 wurde eine Gasse im zwölften Wiener Gemeindebezirk (Meidling) nach ihm benannt (Stüber-Gunther-Gasse).
- 1926: Sein Porträtmedaillon befindet sich auf dem Meidlinger Künstler-Gedenkstein von Fritz Hänlein aus dem Jahre 1926 im Theresienbadpark.

## Werke
- Georg Derfflinger – ein Gedenkblatt zu seinem 200. Todestag (4. Februar 1895). Verlag des Verbandes „Baldur“ des Bundes der Germanen, Wien 1895.[3]
- Auf dem Küniglberg. Kleinigkeiten aus der Großstadt. Österreichische Verlagsanstalt, Linz/Wien (u.a) 1901.[4]
- –, Otto Petting Die gute alte Zeit. Wiener Posse mit Gesang in drei Aufzügen von Fritz Stüber und Otto Petting. - Musik von Paul Mestrozi. Oesterreichischer Theater-Verlag, Wien 1902.[5]
- Wiener auf Reisen und daheim. Skizzen und Erzählungen. Österreichische Verlagsanstalt, Linz 1903.[6]
- Das Durchhaus. Wiener Skizzen. Mohr, Wien 1905.[7]
- Bucklige Welt. Kleine Sachen zum Weinen und Lachen. Mohr, Wien 1906.
- C.i. Roman. Bonz, Stuttgart 1907.
- Das neue G’wand. Wiener Skizzen und Geschichten. Mohr, Wien 1907.
- Ausg’steckt. Skizzen aus Wien und Umgebung. Mohr, Wien 1908.
- Der Stellwagen und anderes Wienerisches. Mohr, Wien 1909.[8]
- Die untere Million. Gestalten und Geschichten vom Donaustrand. Verlag des Vereins der Bücherfreunde, Berlin 1910.
- Schwiegersöhne. Roman. Bonz & Comp., Stuttgart 1910.[9]
- Draußt’ und drin. Skizzen aus Wien. Wien, Mohr 1911.[10]
- –, Marianne Frimberger (Ill.): Wiener Bilderbuch. Weise, Stuttgart 1912.[11]
- Der Schönheitspreis. Roman. Bonz, Stuttgart 1912.[12]
- Das gerettete Wien. Neue Großstadtskizzen. 3. Auflage. Mohr, Wien 1912.
- Du alter Stefansturm. Heitere und ernste Wiener Skizzen. Mohr, Wien 1913.[13]
- Vom alten Schlag. Kleine Wiener Geschichten. Mohr, Wien 1914.
- Ohne Kleingeld – ohne Männer. Heitere kleine Geschichten aus großer, ernster Zeit. Anzengruber-Verlag, Wien 1915.
- Wien’rische Leut’ in krieg’rischer Zeit. Humoresken aus dem Hinterland. Zeichnungen von Theo Zasche. Perles, Wien 1917.[14] * Saubere Brüder. Wiener Humoresken aus dem 4. Kriegsjahre. Zeichnungen von Theo Zasche. Perles, Wien 1918.[15]
- Herr und Frau Surrm und verwandte Zeitgenossen. Wiener Humoresken von ---. Zeichnungen von Franz Wacik. Perles, Wien 1918.[16]
- Gottsmann der Egoist. Roman. Bonz, Stuttgart 1919.
- Wiener Kinder. Heitere und ernstere kleine Geschichten (für die Jugend ausgewählt). Deutschösterreichische Jugendhefte, Band 37. Österreichischer Schulbücherverlag, Wien 1920.[17]
- Wiener Wandelbilder. Ernstes und Heiteres von heut’ und eh’. Wiener Literarische Anstalt, Wien 1922.
- Das Wirtshaus an der Gams. Eine heitere Geschichte. Burgverlag Richter & Zöllner, Wien 1922.
- Rappelkopf. Roman – mit 8 Vollbildern nach alten Originalen. Wila-Verlag K. Fiedler, Wien 1922 (online – Internet Archive).[18]
- Links gehen und andere Wiener Spezialitäten. Skizzen und Geschichten. Perles, Wien 1923.
- Anno Dazumal. Wiener Geschichten von ---. Tagblatt-Bibliothek, Band 39/40. Steyrermühl-Verlag, Wien 1923.[19]
- [Nachlass:] Allerhand Leut und Zuständ’. Erzählungen. Deutsche Hausbücherei (Wien), Band 80. Österreichischer Schulbücherverlag, Wien 1923.[20]
- [Nachlass:] In und um Wien. Erzählungen für die reife Jugend. Österreichischer Schulbücherverlag, Wien 1924.[21]
- Der stille Freund. Roman. (Frühere Ausgabe unter dem Titel: Gottsmann der Egoist.) Stocker, Graz/Wien 1946.[22]
- Das Band ist zerschnitten. Roman (Frühere Ausgabe unter dem Titel: C.i.). Stocker, Graz/Wien 1944.[23]

### Herausgebertätigkeit
- Wiener Humor. Vom köstlichen Humor, Band 5. Hesse und Becker, Leipzig 1913.[24]
- Wien, wie es war. Berichte und Schilderungen aus fünf Jahrhunderten. Ein Wiener Volks- und Jugendbuch. Österreichischer Schulbücherverlag, Wien 1916.[25] * Illustrierter österreichischer Kriegskalender (Kriegscalender). Perles, Wien 1917–1918.[26]